# NUTS Северной Македонии
Номенклатура территориальных единиц для целей статистики (фр. nomenclature des unités territoriales statistiques, NUTS) — стандарт территориального деления стран для статистических целей. Стандарт был разработан Европейским Союзом и детально охватывает только лишь страны Евросоюза.
Северная Македония является кандидатом на вступление в ЕС, поэтому номинально также включена в номенклатуру NUTS. Существуют три уровня номенклатуры:
- NUTS-1: MK0 Северная Македония
- NUTS-2: MK00 Северная Македония
- NUTS-3: 8 статистических регионов
  - MK001 Вардарский
  - MK002 Восточный
  - MK003 Юго-Западный регион
  - MK004 Юго-Восточный
  - MK005 Пелагонийский
  - MK006 Положский
  - MK007 Северо-Восточный
  - MK008 Скопский

Помимо действующих уровней NUTS, также есть два уровня LAU (1-й уровень — муниципалитеты, 2-й — поселения).